# Рогувко
Рогувко (на полски: Rogówko) е село в централна Полша, част от Торунски окръг на Куявско-Поморско войводство. Населението му е 623 души (по преброяване от 2011 г.).
Разположено е на 96 m надморска височина в Средноевропейската равнина, на 12 km североизточно от центъра на град Торун.